# جلال الدين العمري
جلال الدين العمري (1935 - 2022) هو أمير الجماعة الإسلامية الهندية من 2007 إلى 2019، خلفه سعادة الله الحسيني أميرًا للفترة من 2019 إلى 2023.
بدأ جلال الدين العمري ارتباطه بالجماعة الإسلامية الهندية خلال سنوات دراسته، بعد الانتهاء من دراسته كرس نفسه لقسم الأبحاث الخاص بالجماعة، وشغل منصب أمير جماعة عليكرة لمدة عشر سنوات، ورئيس تحرير لها للجريدة الشهرية لمدة خمس سنوات، ثم انتخب كنائب أمير الجماعة في عموم الهند لمدة أربع فترات متتالية (ستة عشر عاما). وفي عام 2007 قام مجلس شورى الجماعة بانتخابه أميرًا، ثم أعاد انتخابه مرة أخرى في 2011، وفي 2015.

## مؤلفاته
ألف جلال الدين العمري كتبًا باللغة الأردية منها:
- المعروف والمنكر
- حق الزكاة في إيراد المسلم
- تصور خدمة الخلق في الإسلام
- سبيل الرب

## وصلات خارجية
- مجموعة من الكتب التي كتبها جلال الدين العمري (PDF)